# Diego Abella
Diego Abella Calleja (ur. 22 października 1998 w Córdobie) – meksykański piłkarz występujący na pozycji napastnika, od 2024 roku zawodnik Jaguares.
Jego kuzyn José Abella również jest piłkarzem.